# Henri Dugas
Pour les articles homonymes, voir Dugas.
Henri Dugas est un homme politique français né le 27 avril 1823 à Givors (Rhône) et décédé le 19 septembre 1900 à Saint-Genis-Laval (Rhône).
Manufacturier, il est député du Rhône de 1852 à 1857, siégeant dans la majorité soutenant le Second Empire.

## Sources
- « Henri Dugas », dans Adolphe Robert et Gaston Cougny, Dictionnaire des parlementaires français, Edgar Bourloton, 1889-1891 [détail de l’édition]